# Kwame Kilpatrick
Pour les articles homonymes, voir Kilpatrick.
Kwame M. Kilpatrick (né le 8 juin 1970) a été maire de Détroit, au Michigan, de 2002 jusqu'à sa démission le 18 septembre 2008. Élu à l'âge de 31 ans, il est le plus jeune maire dans l'histoire de Détroit. Il est le fils de Carolyn Cheeks Kilpatrick, membre de la Chambre des représentants des États-Unis de Détroit. Kwame Kilpatrick a été surnommé « le maire hip-hop » du fait de son intérêt pour ce genre musical. 
L'administration de Kilpatrick a souvent été marquée par la polémique. Le 8 mai 2007, une station locale de télévision révèle que Kilpatrick aurait utilisé 8 600 $ provenant de son organisation à but non lucratif, le Kilpatrick Civic Fund, pour financer un séjour de sept jours dans un hôtel cinq étoiles en Californie. Le fonds avait été créé pour améliorer la ville de Détroit par l'éducation civique, l'empowerment économique et la lutte contre le crime. Son utilisation de ces fonds, selon les inspecteurs des impôts et les comptables, était en violation des règlements de l'Internal Revenue Service. 
Fin octobre 2008, il est incarcéré à la maison d'arrêt Wayne County Jail, en attente de son jugement, étant accusé d'obstruction à la justice et d'attaque sur officier de police à la suite de la révélation d'une relation extra-conjugale. En octobre 2013, il est condamné à 28 ans de prison.
Il est gracié par le president Donald Trump en janvier 2021.

## Histoire électorale
- 2005 Élection du maire de Détroit
  - Kwame Kilpatrick (D) (sortant), 53 %
  - Freman Hendrix (D), 47 %

- 2005 Élection du maire de Détroit (Primaire interne)
  - Freman Hendrix (D), 45 %
  - Kwame Kilpatrick (D) (sortant), 34 %
  - Sharon McPhail (D), 12 %
  - Hansen Clarke (D), 8 %

- 2001 Élection du maire de Détroit 
  - Kwame Kilpatrick (D), 54 %
  - Gil Hill (D), 46 %